# Brunfelsia chocoensis
Brunfelsia chocoensis är en potatisväxtart som beskrevs av Plowman. Brunfelsia chocoensis ingår i släktet Brunfelsia och familjen potatisväxter. Inga underarter finns listade i Catalogue of Life.